# Đảo Ushakov
Đảo Ushakov (tiếng Nga: Остров Ушакова, ostrov Ushakova) là một đảo cô lập nằm trong Bắc Băng Dương, trong khoảng nửa đường từ Zemlya Frantsa Iosifa tới Severnaya Zemlya, ở giới hạn phía bắc của biển Kara. Nó nằm tại tọa độ khoảng 80° 48' vĩ bắc và 79° 29' kinh đông.
Đảo này bị tàn phá bởi những trận bão băng và tuyết khốc liệt tại vùng Bắc cực. Nó nằm gần với ranh giới băng giá vĩnh cửu. Diện tích đảo này khoảng 328 km². Khoảng 45% bề mặt là các sông băng và điểm cao nhất (không tên) của nó cao 350 m. Đảo gần nhất là đảo Vize, khoảng 140 km về phía nam đảo này.
Nằm ở vị trí rất xa về phía bắc nên vùng biển bao quanh đảo Ushakov được che phủ bằng những tảng băng trôi trong mùa đông và nó cũng bị che phủ bởi các tảng băng nổi trong mùa hè ngắn ngủi.
Đảo Ushakov là nơi duy nhất tại Bắc bán cầu mà nhiệt độ bề mặt ở mực nước biển không bao giờ quá 10 °C.

## Lịch sử

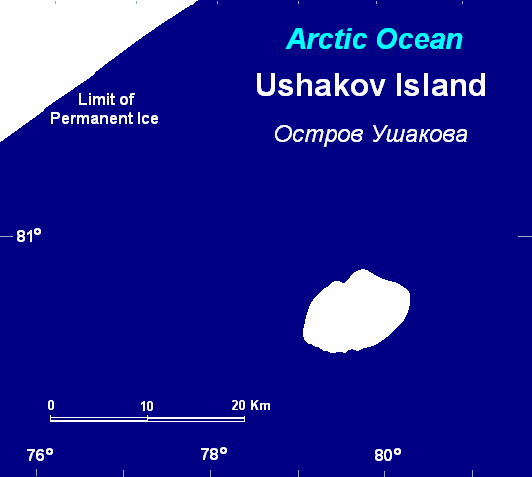
Đảo Ushakov thực tế bị băng và tuyết che phủ gần như quanh năm

Đảo này là vùng đất cuối cùng của vùng lãnh thổ Bắc cực chưa được tìm thấy thuộc Liên Xô. Nó được phát hiện năm 1935 khi một ít khu vực chưa được thám hiểm còn lại tại miền bắc biển Kara được các hoạt động của tàu phá băng Sadko kiểm tra để nghiên cứu biển và băng. Đoàn thám hiểm do nhà hải dương học kiêm nhà thám hiểm vùng cực và nhà bản đồ học Georgy Alekseevich Ushakov dẫn đầu. Hòn đảo khó thấy này sau đó được đặt tên để vinh danh ông.
Cơ sở trú đông đầu tiên trên đảo Ushakov được lập ra giai đoạn 1954-1955 và trạm vùng cực được lập ra năm 1954.
Về mặt hành chính, đảo Ushakov thuộc vùng Krasnoyarsk, một đơn vị cấp tỉnh của Liên bang Nga.